# Algeopblomstring
Algeopblomstring eller sommetider algeblomstring er en hurtig stigning eller ophobning i antallet af alger eller cyanobakterier (tidligere kaldt blågrønalger) i ferskvand eller havvand. Algeopblomstringen ses som en misfarvning af vandet p.gr. af deres pigmenter. Algeopblomstringer kan forårsage skader for både dyr og miljø og benævnes på engelsk som HAB (harmful algal blooms, skadelige algeopblomstringer). Nogle konsekvenser viser sig som fiskedød, at vandforsyninger bliver afskåret og at fiskeri bliver lukket ned.
Kraftig algeopblomstring kræver varme og næringsstoffer og sker derfor herhjemme i forårs- og sommermånederne. Det sker i varme og solrige perioder og oftest i kystnære og lavvandede områder, hvor næringsstoffer bliver udvasket, ofte som følge af regnskyl, der fører gødning fra landbrug ud i vandløb, søer og havet. Disse næringsstoffer løber ud i søer eller vandløb og udløser algeopblomstring, som kvæler fisk og andre vilde dyr og planter.

## Farlige for mennesker og dyr
Skadelige algeopblomstringer sker med alger og cyanobakterier, der indeholder toksiner eller andre skadelige stoffer, medførende forgiftning, hudirritation og diarre, som f.eks. dinoflagellater og diatomer (se for eksempel "Blågrønalger" ). Af de mange aktive stoffer i cyanobakterierne kan nævnes neurotoksiner, levertoksiner, celletoksiner og hudirritanter. Man skal derfor være opmærksom på at algeopblomstring kan udgøre en særlig risiko for små børn, der leger i vandkanten, og hunde, som drikker af vandet. Konsekvenserne af indtagelse af disse toksiner er bl.a. muskelkramper, svimmelhed, lammelser, opkastning, hjertekramper og leversvigt.
Tikal, en af Maya-kulturens storbyer i Guatamalas jungle, blev formentlig forladt omkring år 900 på grund af en kombination af forgiftninger fra kviksølv og giftige alger.

## Den biologiske pumpe
Algeopblomstringer er vigtige for optagelsen og transporten af CO2 i havet og er dermed en betydningsfuld del af Jordens kulstofkredsløb.

## De danske farvande
Næsten hver sommer bliver fjorde og søer ofre for opblomstring af alger. Hovedårsagen er udvaskning af gødning, der fra marker bliver ført ud i søer og havet. Engang imellem opleves algeopblomstring i større havområder. Det sker bl.a. når alger føres fra Østersøen med østlige vinde.
Nogle eksempler:
- I 2013 skete der en opblomstring i Østersøen, der bredte sig til danske farvande.[5]
- I foråret 2011 skete der en kraftig opblomstring af Chattonella-algen i de indre danske farvande. Chattonella er kendt som "fiskedræberen" og optræder typisk i det tidlige forår.[6]
- I sommeren 2003 skete der en kraftig opblomstring af giftige alger i Langelandssundet, Vadehavet og Isefjorden og af cyanobakterier i Østersøen.[7]
- I sommeren 1999 skete der en opblomstring af Nodularia i Køge Bugt og Øresundsområdet og af Prorocentrum i østjyske fjorde.[8]

## Andre farvande
- Florida oplever en voldsom algeopblomstring med sundhedsskadelige brevetoxiner.[9]
- I foråret 2017 skete der en kraftig algeopblomstring i Det Arabiske Hav. Det er en tibagevendende begivenhed hvert år nu, betinget af og med stor indflydelse på befolkningen omkring Det arabiske hav. [10]
- I 2013 skete der en voldsom opblomstring i Det gule hav i store områder langs kysten med Enteromorpha prolifera, der ikke er toksisk for mennesker eller dyr, men kvæler alt liv som under et tykt tæppe.[11]
- I 2011 skete der en rekordlang algeblomstring i Diskobugten i Grønland.[12]

## Billeder
- Algeopblomstring i Østersøen den 3. juli 2001
- Algeopblomstring i Beringshavet med kalkflagellater i 1998
- Lake Erie i oktober 2011[13]
- Opblomstring af Noctiluca ved Nagasaki
- Algeopblomstring i en landsby ved Chengdu, Sichuan, Kina, 2005
- Opblomstring af Emiliania huxleyi i Den engelske kanal i 1999
- Fytoplankton omkring Gotland i 2005

Se flere billeder her

## Eksterne links og henvisninger
1. ↑  Ocean Temperatures Could Influence Algal Bloom Occurrence in Alaska. National Centers for Costal Ocean Science 2018
2. ↑  "Blågrønalger". Arkiveret fra originalen 12. november 2016. Hentet 26. marts 2017.
3. ↑  Mysterious Abandonment of Once-Great Maya City May Finally Be Explained. ScienceAlert 2020
4. ↑  Den biologiske CO2-pumpe i havet. Galathea3
5. ↑  "Algeopblomstring ved Bornholm breder sig. DMI 2013". Arkiveret fra originalen 27. marts 2017. Hentet 26. marts 2017.
6. ↑  "Algeopblomstring i Aarhus Bugt. Århus Kommune". Arkiveret fra originalen 27. marts 2017. Hentet 26. marts 2017.
7. ↑  "Alger i danskehavområder. DMU 2003". Arkiveret fra originalen 27. marts 2017. Hentet 26. marts 2017.
8. ↑  "Alger i danske havområder. DMU". Arkiveret fra originalen 27. marts 2017. Hentet 26. marts 2017.
9. ↑  Florida's toxic algae problem and your health: 'Red tide' and 'green slime' CNN 2018
10. ↑  There's an Algae Bloom the Size of Mexico in the Arabian Sea Right Now, and It's Not Good. ScienceAlert 2017
11. ↑  China's largest algal bloom turns the Yellow Sea green. The Guardian 2013
12. ↑  "Rekordlang algeopblomstring i Diskobugten. Havforskning". Arkiveret fra originalen 27. marts 2017. Hentet 26. marts 2017.
13. ↑  Lake Erie Dead Zone. Livescience
14. ↑  "Harmful Algal Blooms (HABs) Photo Gallery. DEC". Arkiveret fra originalen 13. juni 2017. Hentet 24. juni 2017.